# رومان أتوود
رومان برنارد أتوود (بالإنجليزية: Roman Bernard Atwood)‏ هو يوتيوبر وكوميدي وفلوغر وصانع مقالب أمريكي ولد في يوم 28 مايو 1983 في قرية ميلرسبورت في أوهايو في الولايات المتحدة، بدأ عمله في سنة 2009، تعتبر قناته وألتي إسمها RomanAtwoodVlogs ضمن أكثر 50 قناة يوتيوب متابعة في العالم حيث تجاوز ال14 مليون وحيث تجاوزت عدد مشاهداتها أكثر من 3.6 مليار مشاهدة. وتجاوزت مقاطع المقالب خاصته أكثر من 1.4 مليار مشاهدة. تمكن من الفوز بجائزة ستريمي
كأفضل علامة في سنة 2015 وفاز بجائزة شورتي كأفضل يوتيوبر كوميدي في سنة 2016.

## وصلات خارجية
- رومان أتوود على موقع IMDb (الإنجليزية)
- رومان أتوود على موقع قاعدة بيانات الفيلم (الإنجليزية)
- القناة الرسمية